# Secteur pavé

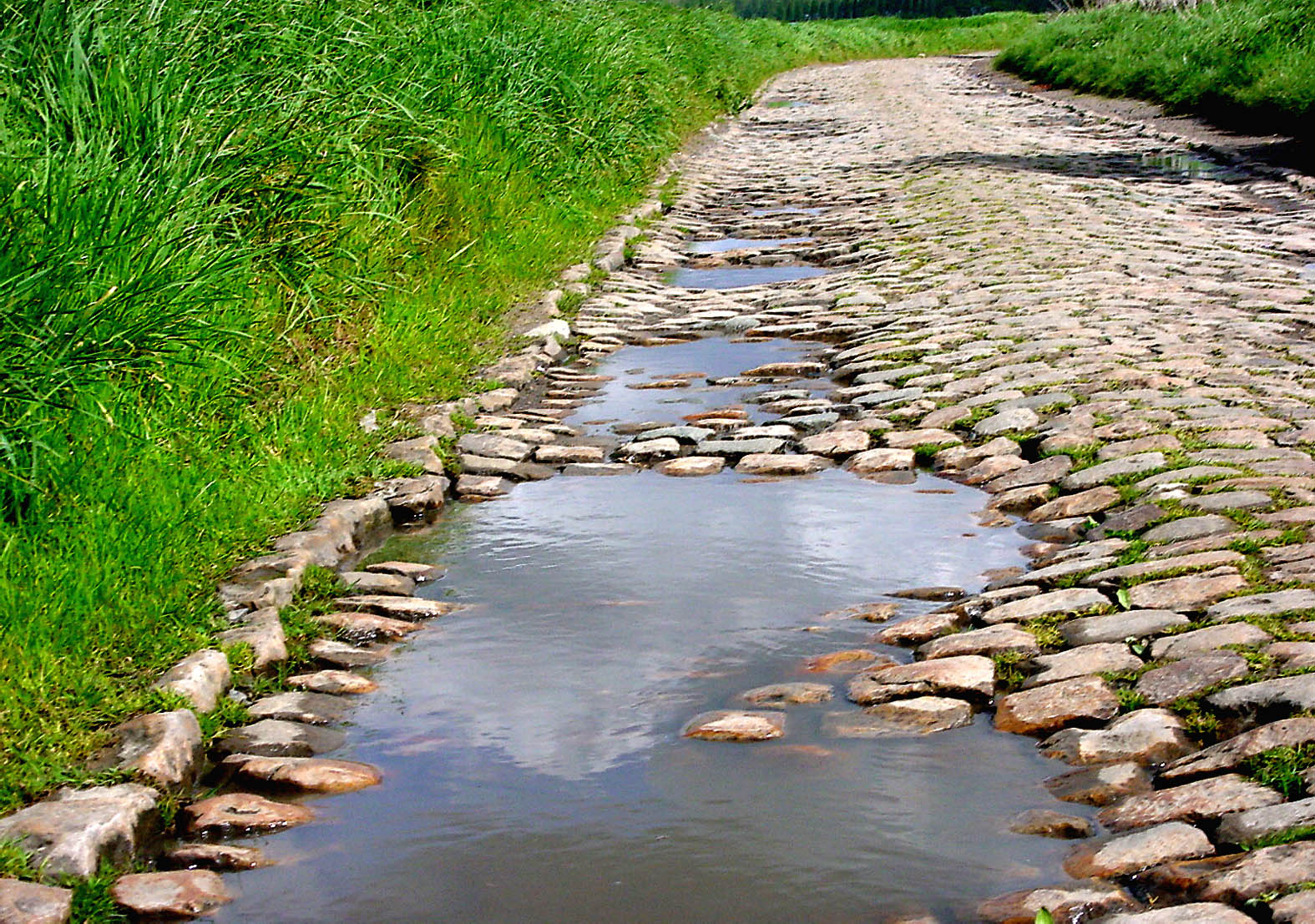
Pavés anciens du nord de la France, près de Lille (Lesquin).

Un secteur pavé est une chaussée pavée emprunté par une ou plusieurs courses cyclistes. Les secteurs pavés constituent l'une des principales caractéristiques des courses flandriennes, disputées pour la plupart en début de saison. 

## Caractéristiques
Le passage du secteur pavé est délicat pour un peloton car la route est souvent étroite. Beaucoup de chutes ont lieu soit avant le passage car les coureurs veulent remonter afin d'être placé idéalement afin d'affronter le passage, soit sur leur secteur car les coureurs veulent rester sur le « haut du pavé »,.

## Classification

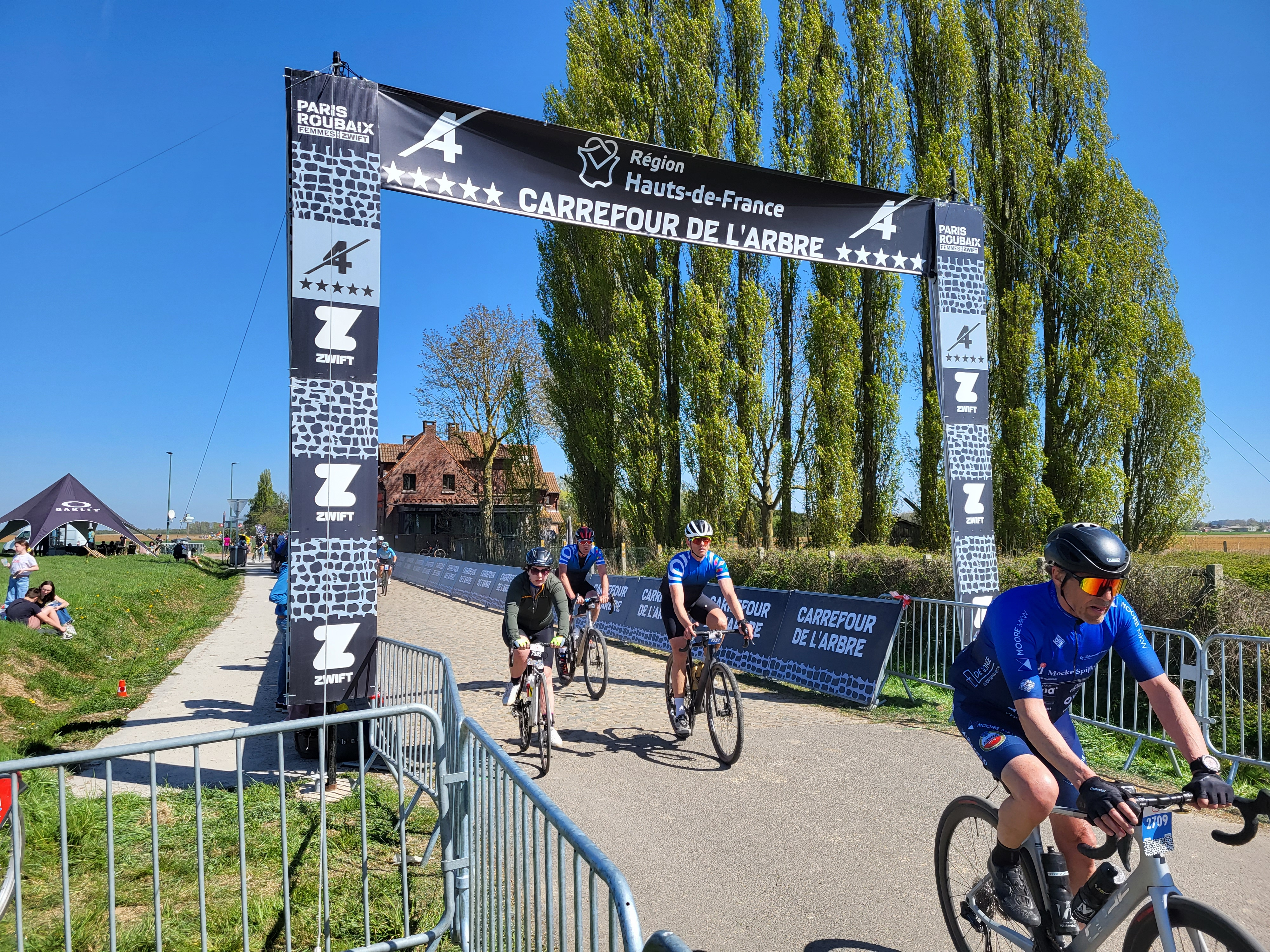
Sortie du secteur du Carrefour de l'Arbre, noté cinq étoiles, en 2025.

Les secteurs pavés de Paris-Roubaix subissent une classification rigoureuse suivant leur difficulté. Il existe cinq classes, indiquées par une note allant de une à cinq étoiles, cinq étant réservés pour les sécateurs les plus durs. Ainsi, on retrouve parmi eux la Trouée d'Arenberg, Mons-en-Pévèle ainsi que le Carrefour de l'Arbre.

## Principales courses empruntant des secteurs pavés
- France
  - Paris-Roubaix
- Belgique
  - Circuit Het Nieuwsblad
  - Kuurne-Bruxelles-Kuurne
  - Grand Prix E3
  - Tour des Flandres
  - Gand-Wevelgem

## Secteurs pavés célèbres
- La Trouée d'Arenberg, ici en 2008.France
  - Trouée d'Arenberg
  - Mons-en-Pévèle
  - Carrefour de l'Arbre
  - Secteur pavé Denis Flahaut

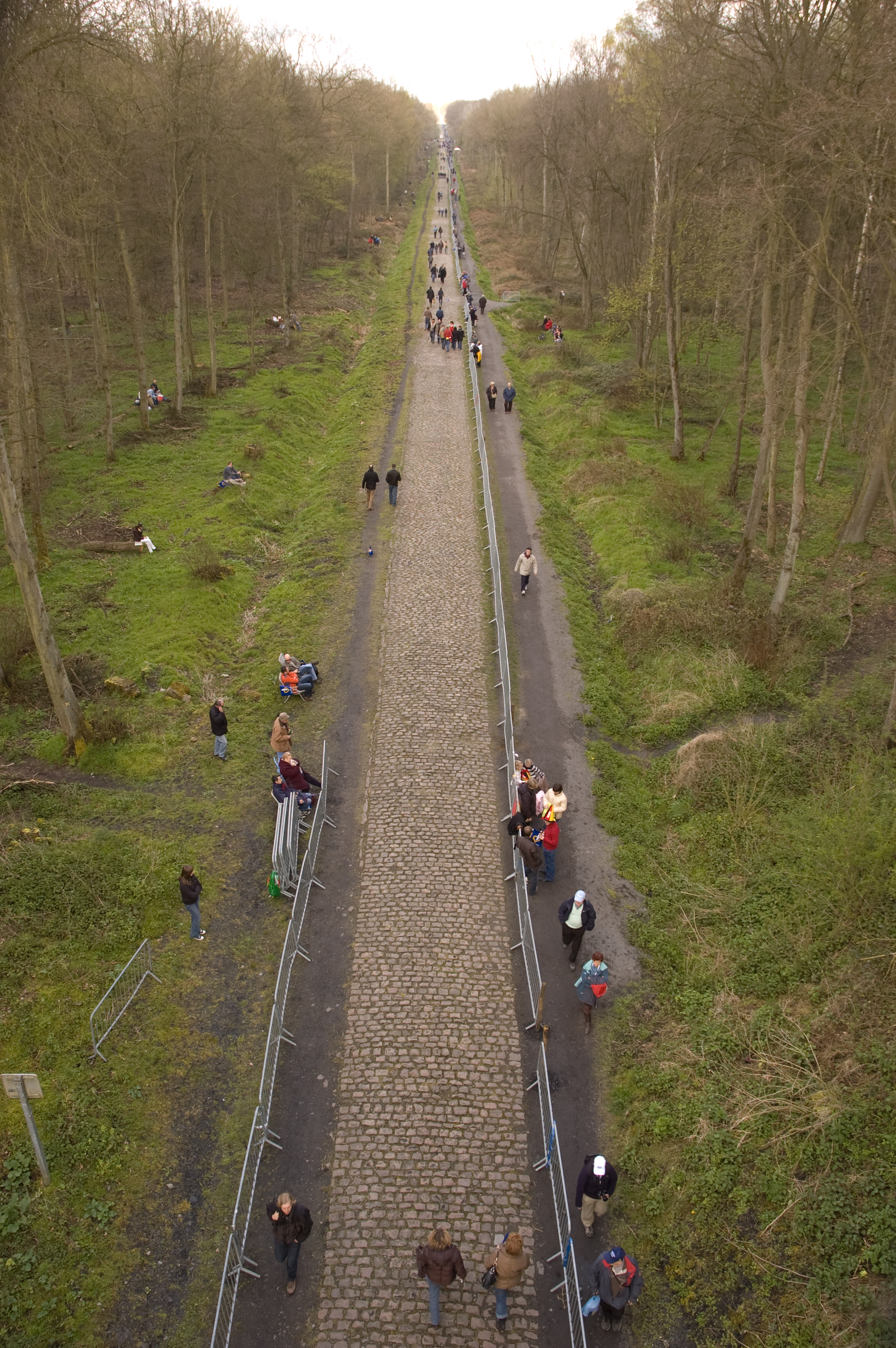
La Trouée d'Arenberg, ici en 2008.

  - Secteur pavé de Fressain à Villers-au-Tertre

- Belgique
  - Paterberg
  - Koppenberg
  - Vieux Quaremont
  - Mur de Grammont